# Tutaibo fucosus
Tutaibo fucosus är en spindelart som först beskrevs av Eugen von Keyserling 1891.  Tutaibo fucosus ingår i släktet Tutaibo och familjen täckvävarspindlar. Inga underarter finns listade i Catalogue of Life.